# 筬島桂太郎
筬島 桂太郎（おさじま けいたろう、1870年9月1日〈明治3年8月6日〉 - 没年不明）は、明治から大正時代の政治家。長崎県佐世保市長。

## 経歴
福岡県に生まれる。筬島卯助の長男。明治法律学校を卒業後、福岡県属となり、岩手県、北海道庁、愛媛県を経て、1902年（明治35年）佐世保市の市制施行とともに同市助役となった。その後、愛媛県上浮穴郡長、大阪電灯会社庶務課長、同佐世保支店長、佐世保軽便鉄道株式会社専務取締役を歴任し、1921年（大正10年）8月、佐世保市長に就任した。
市長在任中は、軍港の影響で拡大する市勢に対処するため三課制から六課制とし、教育、社会事業、社会勧業に力を注ぐ体制を整えたほか、市街地整備、都市計画、市立長田病院の移転、市営火葬場の建設、山ノ田浄水池など水源地の増設、佐世保商業専修学校、佐世保実修女学校の新設、夜間中学校を設置するなど尽力した。
のち、五島電燈取締役を歴任した。

## 親族
- 六男 高橋武巳（兼松江商取締役内地繊維本部長）[4]